# 伦敦地质学会

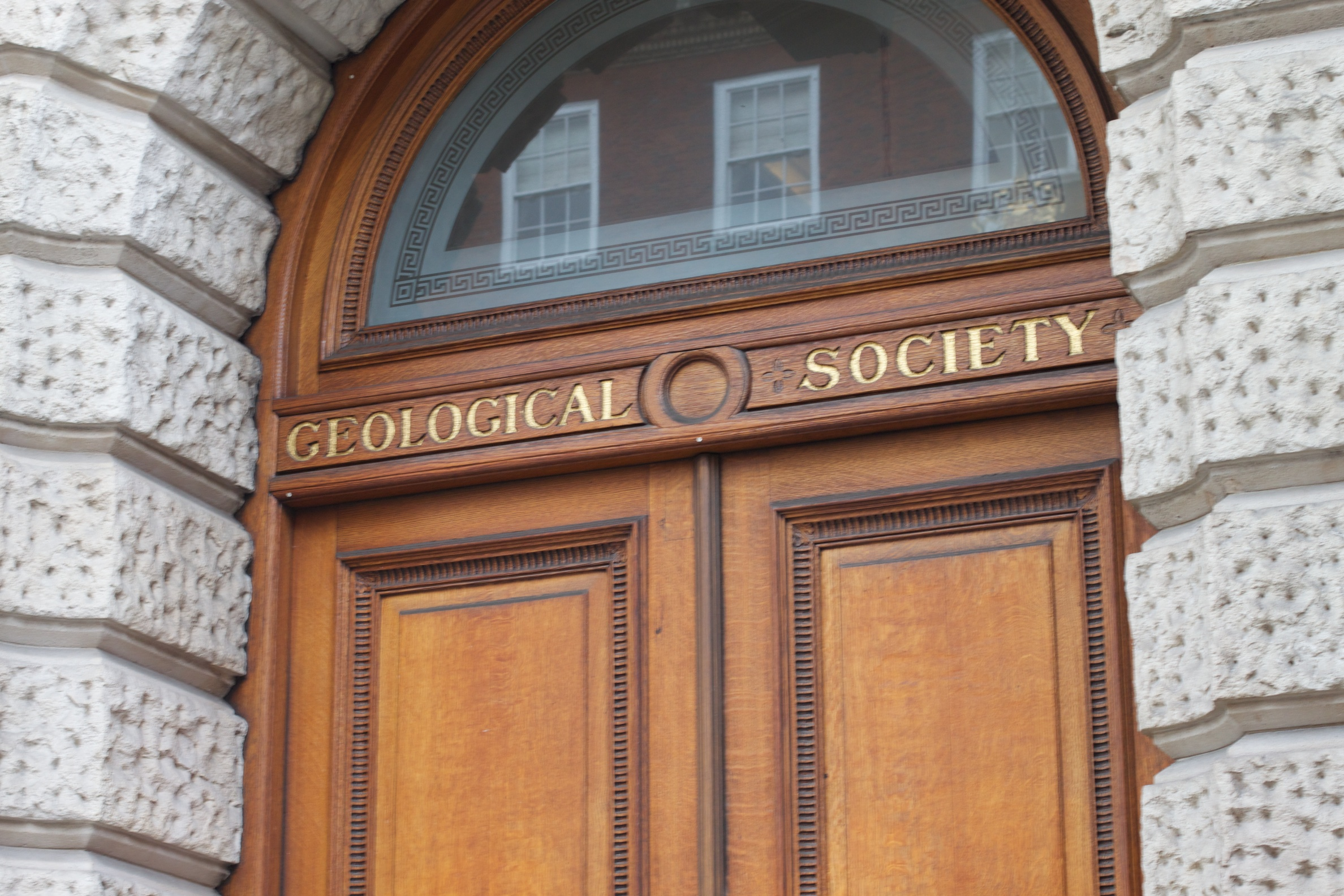
学会大门

伦敦地质学会（英語：Geological Society of London）是一个英国地质学的组织。

## 历史
1807年在英国伦敦创建，是世界最古老的国家地质学会，也是欧洲最大的地质学会，拥有12,000名会士。